# サン・ヴィート
サン・ヴィート（イタリア語: San Vito）は、イタリア共和国サルデーニャ州南サルデーニャ県にある、人口約3,600人の基礎自治体（コムーネ）。

## 地理

### 位置・広がり

#### 隣接コムーネ
隣接するコムーネは以下の通り。括弧内のCAはカリャリ県所属を示す。
- ブルチェーイ
- カスティアーダス
- ムラヴェーラ
- シンナイ (CA)
- ヴィッラプッツ
- ヴィッラサルト